# مشکلات عامه‌پسند
«مشکلات عامه‌پسند» (به انگلیسی: Popular Problems) آلبومی از هنرمند اهل کانادا لئونارد کوهن است که در سال ۲۰۱۴ میلادی منتشر شد.
این آلبوم در چارت‌های نروژ، هلند، دانمارک، فلاندرز، سوئیس، نیوزلند، پرتغال، اتریش، در رتبه اول و در چارت‌های والونیا، فرانسه، ایرلند، استرالیا، آلمان، اسپانیا، لهستان، فنلاند، سوئد، بریتانیا، جزو ده آلبوم اول قرار گرفت.